# 하토야마 회관
하토야마 회관(일본어: 鳩山会館)은 일본 내각총리대신을 역임한 하토야마 이치로(鳩山一郎)의 저택이다. 도쿄도 분쿄구 오토와에 위치하여 오토와 어전(일본어: 音羽御殿)이라는 통칭으로 알려졌으며 전후 일본 정치사에 있어서 중요한 장소이다. 현재 기념관으로 활용되어 일본의 근대 정치계와 교육계에 영향을 끼친 하토야마 가문의 공적을 기념하는 유물을 전시하고 있다.

## 연혁

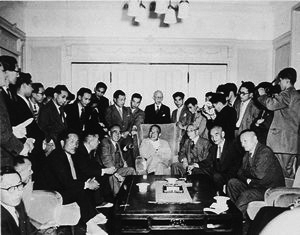
응접실에 모인 자민당 간부들(1956년)

하토야마 회관은 1924년에 하토야마 이치로의 저택으로 건축되었다. 설계자는 이치로의 도쿄고등사범학교 부속 중학교(현재 쓰쿠바 대학 부속 중학교·고등학교) 시절부터의 친구로 당대의 대표적 건축가 오카다 신이치로(岡田信一郎)이다.
1950년 3월에 민주자유당과 민주당의 대합동에 의해 자유당이 발족하였다. 당시 이치로는 대합동의 중심 인물의 한 명이었고 그의 사저가 회합의 장소로 이용되었다. 이치로가 내각총리대신으로 취임한 후에는 소련과의 국교 회복을 향한 협의도 이 곳에서 이루어졌다. 뇌경색의 후유증으로 몸이 부자연스러웠던 이치로는 자신의 저택을 정치 회합의 장소로 활용하였다.
건물은 태평양 전쟁 중의 공습에 의해서 지붕이 파손되기도 하였고, 이치로의 아들인 하토야마 이이치로(鳩山 威一郎)가 서재를 증축하는 등의 개조를 거쳤다. 준공 이후 70년이 되어서 노후화가 현저하게 진행되었지만 하토야마 가문의 공적을 전시하는 기념관인 하토야마 회관으로서 1995년에 대규모 수복 공사를 하였다. 이 때 증축 부분인 서재를 철거하고 지붕을 준공 당시의 모습으로 복원하여 과거의 모습을 되찾았다. 또한 집회 시설로서 사용하기 위해서 2층의 침실 부분은 넓은 방으로 개조되었다. 1996년 6월 1일에 새롭게 개관하였다.

## 같이 보기
- 하토야마 이치로
- 하토야마 이이치로
- 하토야마 유키오